# Pappelallee
Die Pappelallee ist eine Wohn- und Geschäftsstraße in Berlin-Prenzlauer Berg. Sie durchquert den gründerzeitlichen Helmholtzkiez zwischen Schönhauser Allee und der nördlichen Berliner Ringbahn. 1826 zusammen mit der Kastanienallee angelegt, gehört sie zu den ältesten Straßen in Prenzlauer Berg.

## Lage und Verlauf
Zwei Kilometer nördlich des Alexanderplatzes beginnt die Pappelallee als Verlängerung der Kastanienallee an der Kreuzung mit der Schönhauser Allee und der Danziger Straße. Dort befindet sich der U-Bahnhof Eberswalder Straße. Gut 900 Meter lang, führt sie in gerader Linie nordöstlich bis zur Pappelalleebrücke über die Berliner Ringbahn, um anschließend in die Stahlheimer Straße überzugehen. Das Geländeprofil ist weitgehend flach. Die Pappelallee ist als Ergänzungsstraße (Kategorie IV) Teil des übergeordneten Straßennetzes von Berlin.
Bis zum Jahr 1906 reichte die Pappelallee nördlich der Ringbahn bis an die Wisbyer Straße, bevor der dortige Abschnitt in Stahlheimer Straße umbenannt wurde.

## Verkehr und Straßenbild

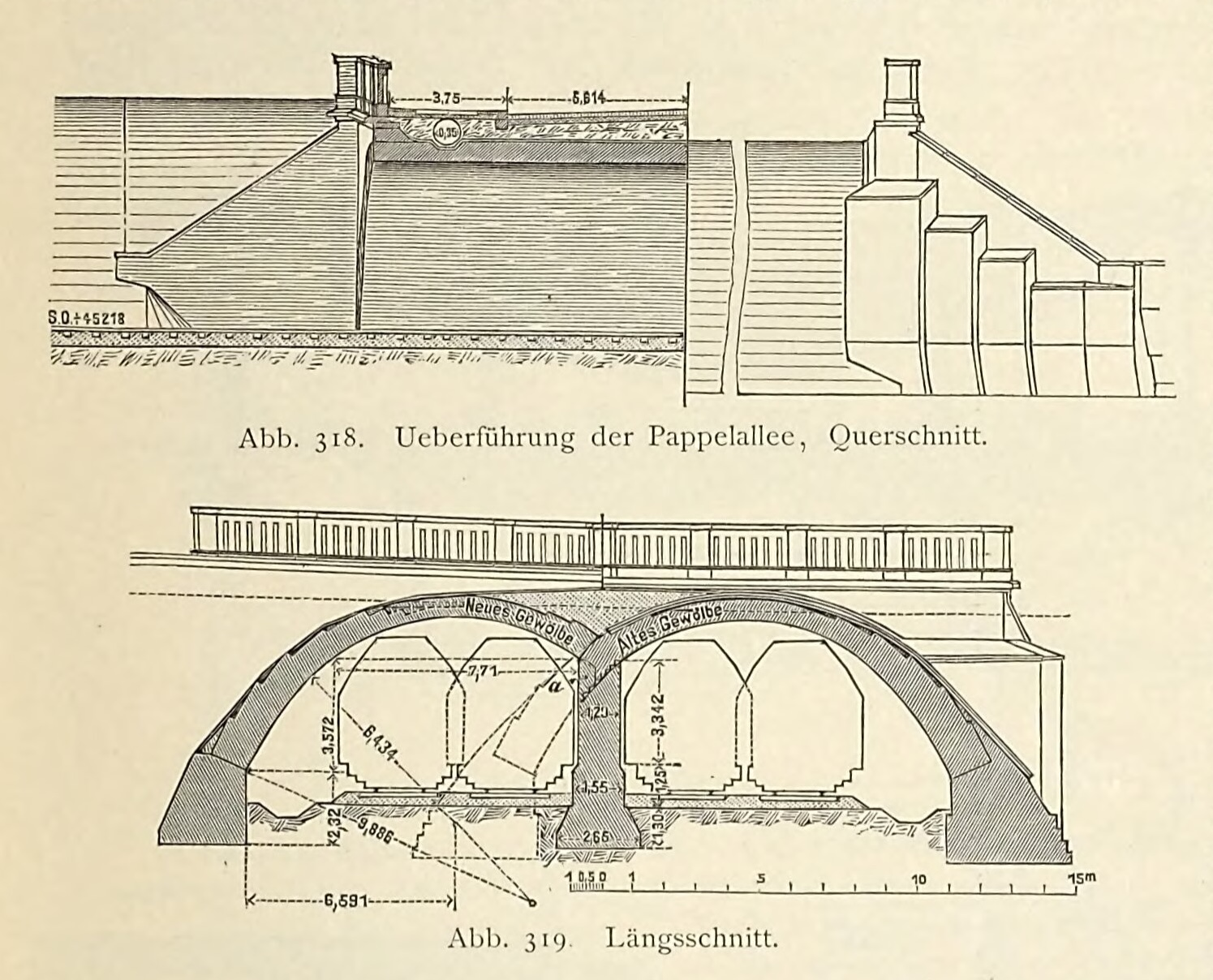
Ausbau der Gewölbebrücke, 1896

### Fahrbahn, Gehwege und Straßenbäume
Ab 1854 wurde die Pappelallee nivelliert und gepflastert, ab 1865 folgte der nördliche Teil (heute Stahlheimer Straße). 1871 eröffnete die Berliner Ringbahn und die Pappelallee bekam eine Gewölbebrücke über den Bahngraben, die um 1890 für den viergleisigen Betrieb ausgebaut wurde.
Aufgrund der Elektrifizierung der Fernbahngleise wurde 1988 die Gewölbebrücke über die Ringbahn abgerissen und durch eine Betonbrücke ersetzt.
Von 2016 bis 2017 ließ der Bezirk Pankow für 3,9 Millionen Euro (entspricht heute rund 4,9 Millionen Euro) das Straßenland erneuern. Angelegt wurden neue Radstreifen, Gehwege mit Parkbuchten und Haltestellenkaps für die Straßenbahn. Fast alle Straßenbäume wurden dabei gefällt, die meisten davon aus Alters- und Sicherheitsgründen.
In der Pappelallee standen 2024 lediglich fünf der namensgebenden Pappeln, darunter drei große Berliner Lorbeerpappeln (Populus berolinensis), gepflanzt 1968 und 1978. Die große Mehrzahl der 58 Straßenbäume wurde beim Straßenumbau 2016–2018 neu gesetzt, darunter zahlreiche Kugelförmige Blumen-Eschen, Gleditschien (Gleditsia triacanthos „Skyline“) und Feldahorne (Acer campestre „Elsrijk“).

### Straßenbahn
Ab 1884 gab es eine Straßenbahn-Endstation namens Pappelallee an der Ecke zur Schönhauser Allee. Von dort führte die Linie 48 der Großen Berliner Pferde-Eisenbahn über den Hackeschen Markt und Spittelmarkt zum Kottbuser Tor. 1913 wurden Schienen in der gesamten Straße verlegt und die Pappelallee wurde Teil der Linie 10: „Ring Groß-Berlin“ der Großen Berliner Straßenbahn.
Seit dem Zweiten Weltkrieg besteht eine Straßenbahnlinie mit Verbindung zum Bahnhof Friedrichstraße, seit 2004 heißt die durch die Pappelallee verkehrende Linie Tram 12.

## Geschichte

### Um 1800: Auf dem altenAcker tractus

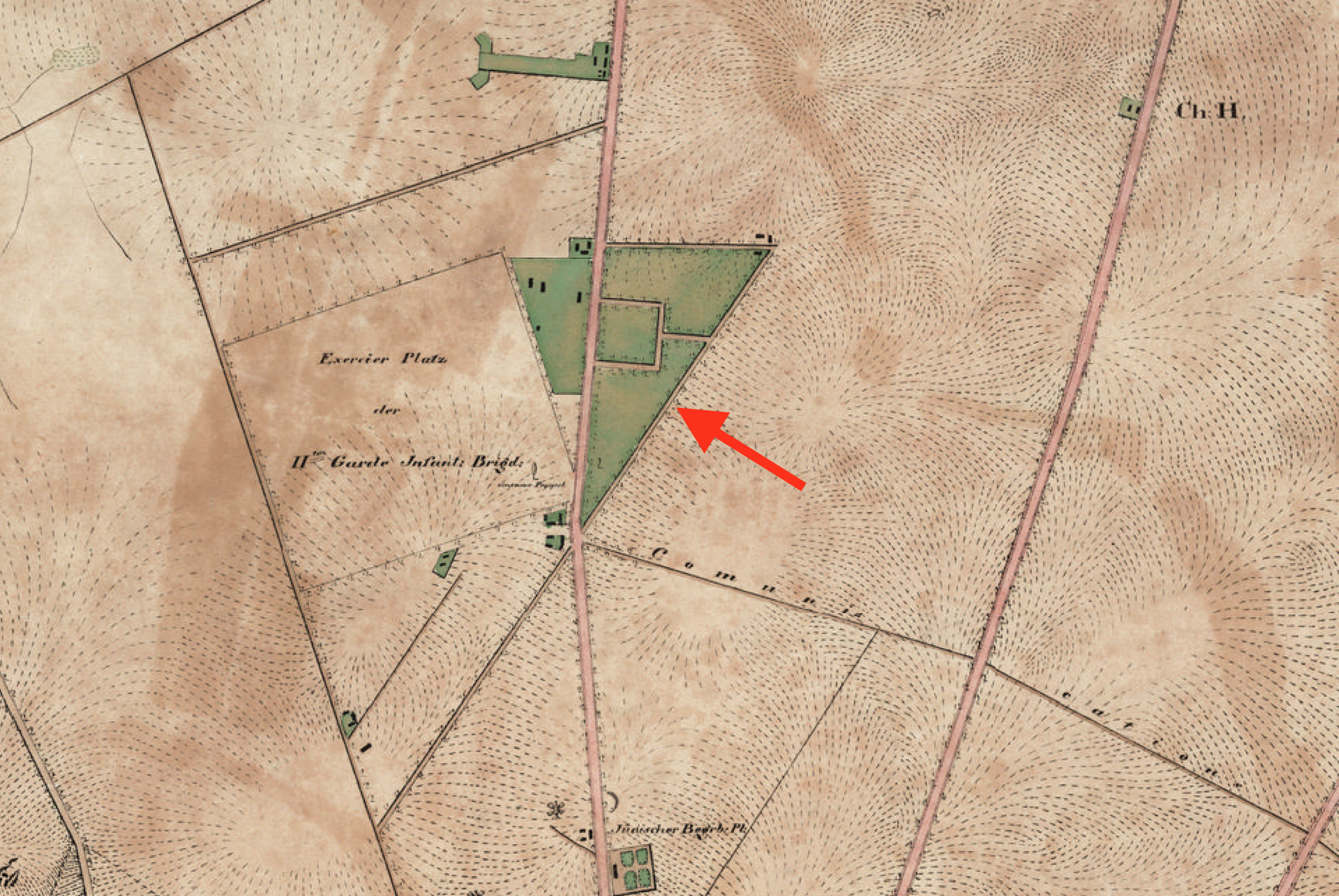
Pappelallee, 1827

Die Pappelallee verläuft – wie auch die Kastanienallee – parallel zu den Grenzen des alten Acker tractus. Dieser langgestreckte Acker des königlichen Vorwerks Niederschönhausen wurde 1780 separiert und verlief in einem mehr als zweieinhalb Kilometer langen Streifen von der heutigen Fehrbelliner Straße nordostwärts bis zur damaligen Stadtgrenze am Eschengraben. Seine östliche Grenze markiert die heutige Lychener Straße. Im Jahr 1823 erwarb der Landwirt und Bodenspekulant Wilhelm Griebenow das Vorwerk. Um das Land aufzuwerten, legte er parallel zur Ostgrenze des Acker tractus zwei Erschließungsstraßen an, die er nach den angepflanzten Bäumen benannte: Kastanienallee und Pappelallee:

„Beide Straßen sind meine eigensten Schöpfungen. Ich veranlagte sie bereits im Jahre 1826, stattete sie wiederholt und unter dem Aufwande großer Kosten mit den betreffenden Alleen aus, an denen ich aber trotz Allem nur wenig Freude erleben sollte. Ich gab ihnen auch ihre Namen, die mein gnädiger König huldreich bestätigte, und die sie daher heute noch führen.“

Die Pappelallee und Kastanienallee gelten heute als der Beginn der systematischen Bebauung in Prenzlauer Berg.

### 1850: Am Stadtrand
Erst zur Mitte des 19. Jahrhunderts setzte eine nennenswerte Bautätigkeit ein, ab 1849 stand die Pappelallee im Berliner Adreß-Kalender. Stadtplaner James Hobrecht übernahm 1861 den bestehenden Verlauf der Pappelallee in die Bebauungspläne und legte die Straßenbreite auf sieben Ruthen (26,4 Meter) fest. 1864 beschrieb ein Anlieger die Pappelallee in einem Leserbrief:

„Die Pappelallee […] ist mit 33, zum Theil drei- und vierstöckigen, ansehnlichen Häusern besetzt. […] Es bestehen in derselben auch mehrere nicht unbedeutende selbständige Fabrikationen, z.B. die Schimmigsche Hutfabrik, eine Gold- und Silber-Raffinerie, Wachstuch-, Stuhl-, Rouleauxfabrik, mehrere Ziegeleien, […] und es wohnen daselbst auch Beamte und wissenschaftlich gebildete Männer.“

Der Schriftsteller Julius Rodenberg dagegen nannte die Pappelallee in den 1880er Jahren eine „entlegene, arme Straße“ am Stadtrand:

„Kreuzt man die Schönhauser Allee, […] so befindet man sich in einer stillen, noch wenig bebauten, mit vielen offenen, nur von Bretterzäunen umschlossenen Straße, der Pappelallee, das Ende derselben bezeichnet das Ende der Stadt überhaupt.“

Der Großteil der Mietshäuser, die heute das Straßenbild prägen, wurde von den späteren 1870er bis in die 1900er Jahre errichtet. In dieser Zeit des starken Bevölkerungswachstums ließen sich auch zahlreiche Menschen aus Italien zwischen Pappel- und Schönhauser Allee nieder. Teil der rund 250 Menschen umfassenden italienischen Kolonie waren die beiden Orgelbauer Frati & Bacigalupo. Sie gründeten um 1878 in der Buchholzer Straße Ecke Pappelallee eine der ersten Drehorgel-Fabriken Berlins.

### 20. Jahrhundert
Im Zweiten Weltkrieg gab es zahlreiche Schäden in der Pappelallee, dazu gehörten die Häuser Pappelallee 1 und 26, die durch Sprengeinwirkung schwer beschädigt wurden, die Pappelallee 24 wurde am 23. März 1945 von Fliegerbomben getroffen. Große Gebäudeschäden gab es außerdem südlich der Ringbahn und gegenüber dem Friedhof. Am 3./4. April 1945 detonierte eine Sprengbombe mitten auf der Kreuzung mit der Stargarder Straße. Das Hauptgebäude der Schule Pappelallee 41 wurde während der Schlacht um Berlin in der Nacht vom 30. April auf den 1. Mai 1945 vermutlich von Soldaten der Schutzstaffel angezündet und brannte vollständig aus, große Feuerschäden gab es auch im Haus Nummer 81. Im später abgerissenen Haus Pappelallee 75 sollte noch 1951 der Dachstuhl instand gesetzt werden. Die meisten Gebäude überstanden den Krieg leicht- oder unbeschädigt.
In der DDR vergab der Rat des Stadtbezirks die Wohnungen um die Pappelallee bevorzugt an Menschen, die der staatlichen Unterstützung bedurften, etwa nach Heimaufhalten oder Straffälligkeitskarrieren.

„Dieses Erbe war bis Mitte der 90er Jahre deutlich prägend für die […] Gebietsbevölkerung, wo neben Akademikern und Künstlern in besonders hoher Zahl u.a. Personen mit Wiedereingliederungsbedarf nach Haftstrafen wohnten.“

Zu Beginn der 1990er Jahre hatte die große Mehrzahl der Wohnungen „erheblichen oder hohen Modernisierungsbedarf“. Jede vierte Wohnung hatte eine Außentoilette und nur die Hälfte verfügte über ein eigenes Bad. Nach der Sanierung erfolgte um das Jahr 2000 eine „massive Verdrängung der alteingesessenen Einwohner/innen.“

## Bebauung

### 1846: Friedhofspark Pappelallee

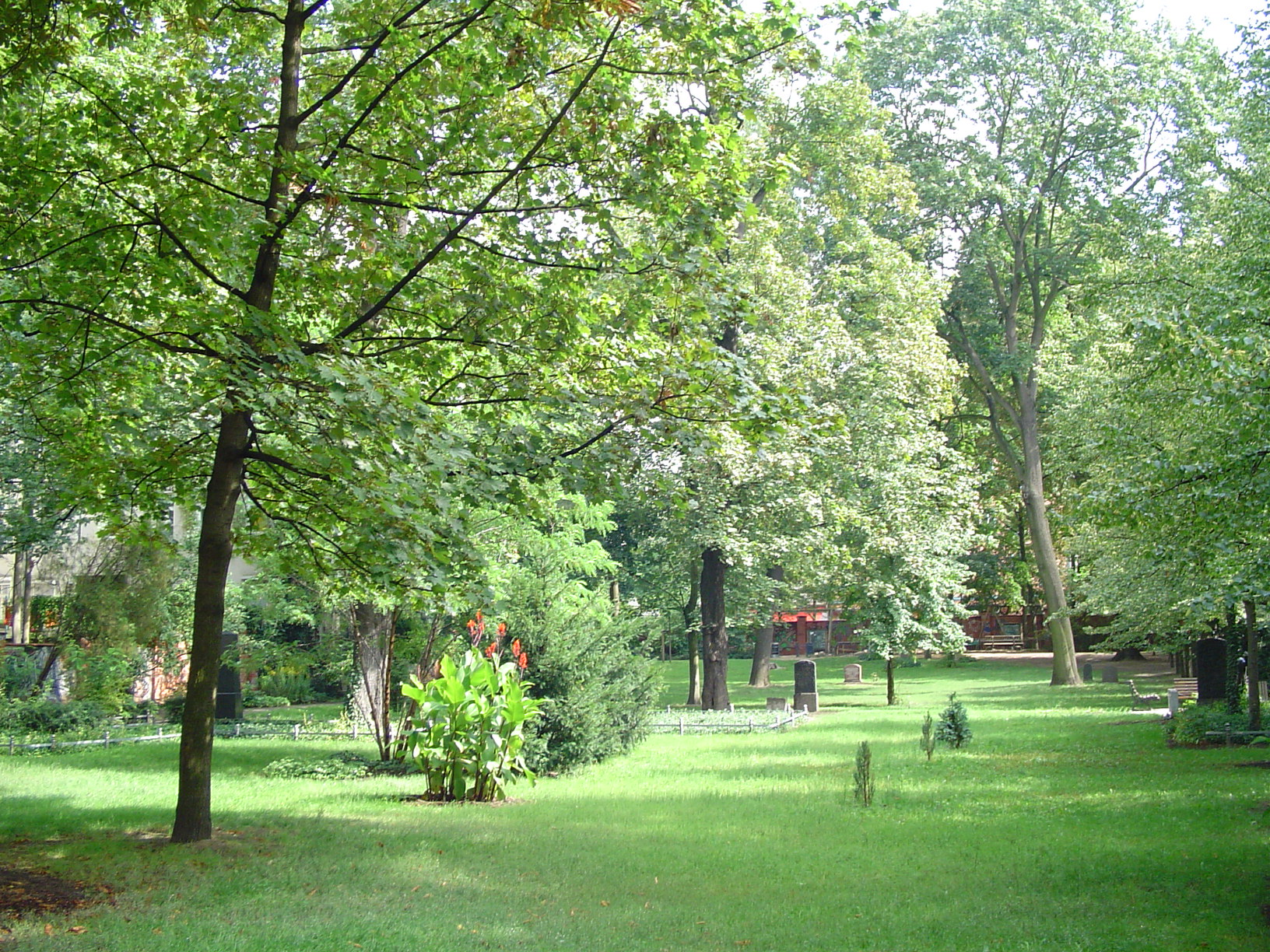
Friedhofspark Pappelallee, 2006

1846 verschenkte Griebenow ein Grundstück an der Pappelallee 15 an die Deutsch-Katholische Gemeinde (seit 1859: Freireligiöse Gemeinde), die hier einen Begräbnisplatz anlegte. Bestattet wurden hier etwa der Revolutionsführer Friedrich-Ludwig Urban, der Sozialdemokrat Wilhelm Hasenclever und die Frauenrechtlerin Agnes Wabnitz.
1907 wurde auf dem Friedhof eine Feierhalle als neuromantischer Backsteinbau im Rundbogenstil errichtet und 1921 durch zwei weitere Wohngebäude straßenseitig ergänzt, einem Altenheim sowie einem als Einküchenhaus gebautem Ledigenheim. Nach dem Zweiten Weltkrieg waren die Gebäude bekannt als Casino des Nordens, ab den 1950er Jahren als Casino des Handwerks und wurden als Restaurant, Kantine und Veranstaltungshalle genutzt. 1970 wurde der Friedhof geschlossen und 1977 unter Denkmalschutz gestellt. Seit 2006 wird die Feierhalle vom Kunst- und Theaterhaus Ballhaus Ost bespielt.

### 1853: BauensembleBremer Höhe

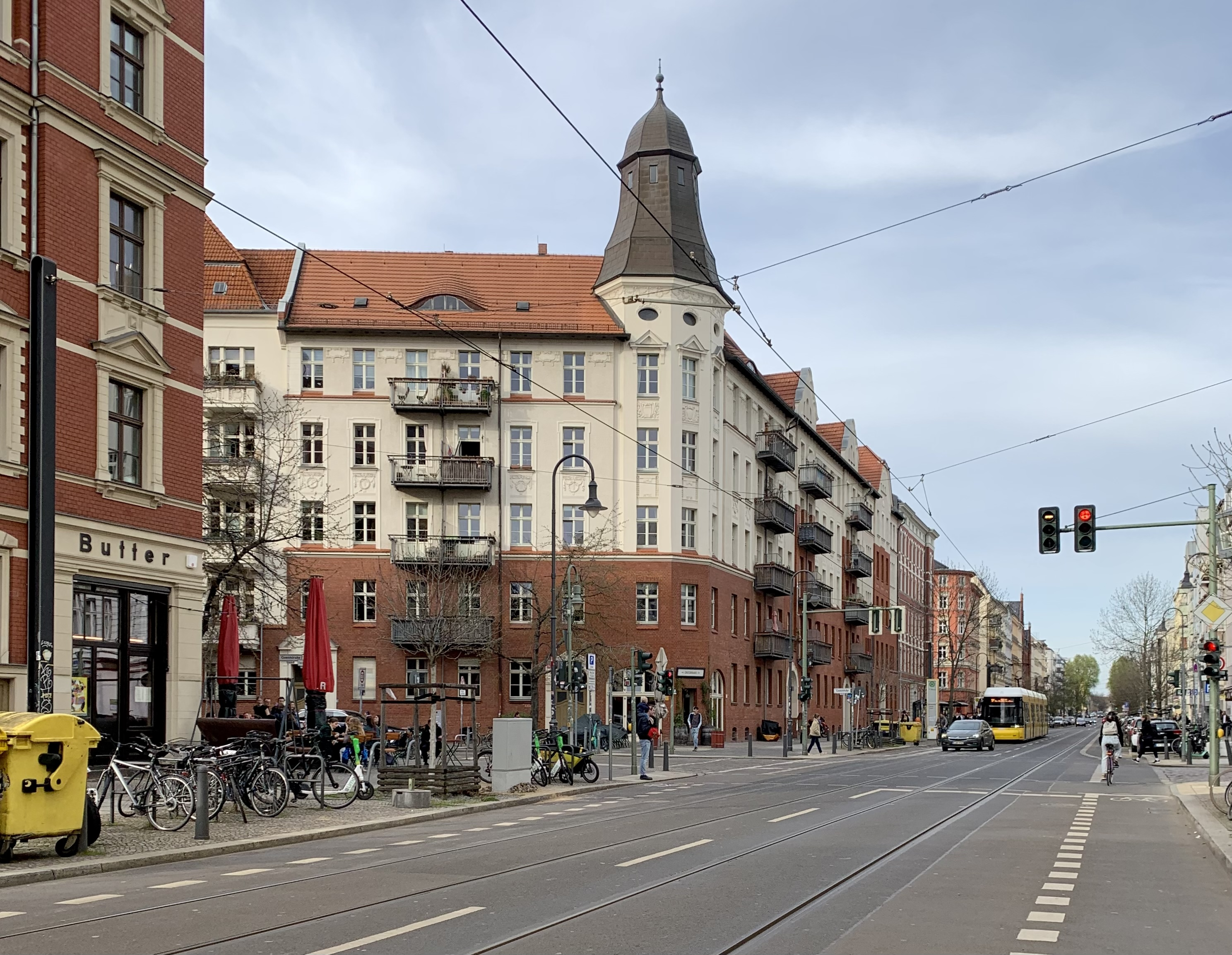
Bremer Höhe, 2024

Auf einem großen Grundstück zwischen Pappelallee und Schönhauser Allee genannt Bremerhöhe errichtete die Berliner Gemeinnützige Baugesellschaft ab 1853 sechs kleinere Mietshäuser im Cottagestil. Die ersten Häuser standen an der Ecke der Schönhauser Allee zur heutigen Gneiststraße. Vorstand der Baugesellschaft war der Sozialreformer und Wegbereiter des Genossenschaftsgedankens Victor Aimé Huber. Ab circa 1870 wurden die kleinen Häuser ersetzt durch etwa drei Dutzend große Mietshäuser in Blockrandbebauung, die letzten an der Pappelallee Ecke Gneiststraße wurden 1913 fertiggestellt. Im Jahr 2000 erwarben zahlreiche Mietparteien das große Gebäudeensemble und gründeten die Wohnungsbaugenossenschaft Bremer Höhe. Das Ensemble erstreckt sich entlang der Pappelallee über einen gesamten Block zwischen Gneist- und Buchholzer Straße. 2024 stand es unter Denkmalschutz.

### 1855: Hutfabrik in der Pappelallee 3/4
1855 ließ J.A. Schmidt an der Pappelallee 3 ein Vorderhaus mit Lagergebäuden auf dem Hof errichten, in denen der Hutfabrikant W. Schimming ab 1856 eine Produktionsstätte betrieb. 1896 erwarb die Hutfabrik Silber & Brandt die Gebäude und errichtete 1903 die heutige Bebauung mit straßenseitigem Wohnhaus und neuem Fabrikgebäude mit Hofhaus und Seitenflügel. 2011 wurde der Komplex saniert und zu vier Gewerbeeinheiten, 71 Wohnungen, sowie einem Townhouse umgestaltet. 2024 standen die beiden Fabrikgebäude und das alte Kesselhaus samt Backstein-Schornstein unter Denkmalschutz.

### 1874: Gemeindeschule in der Pappelallee 30/31

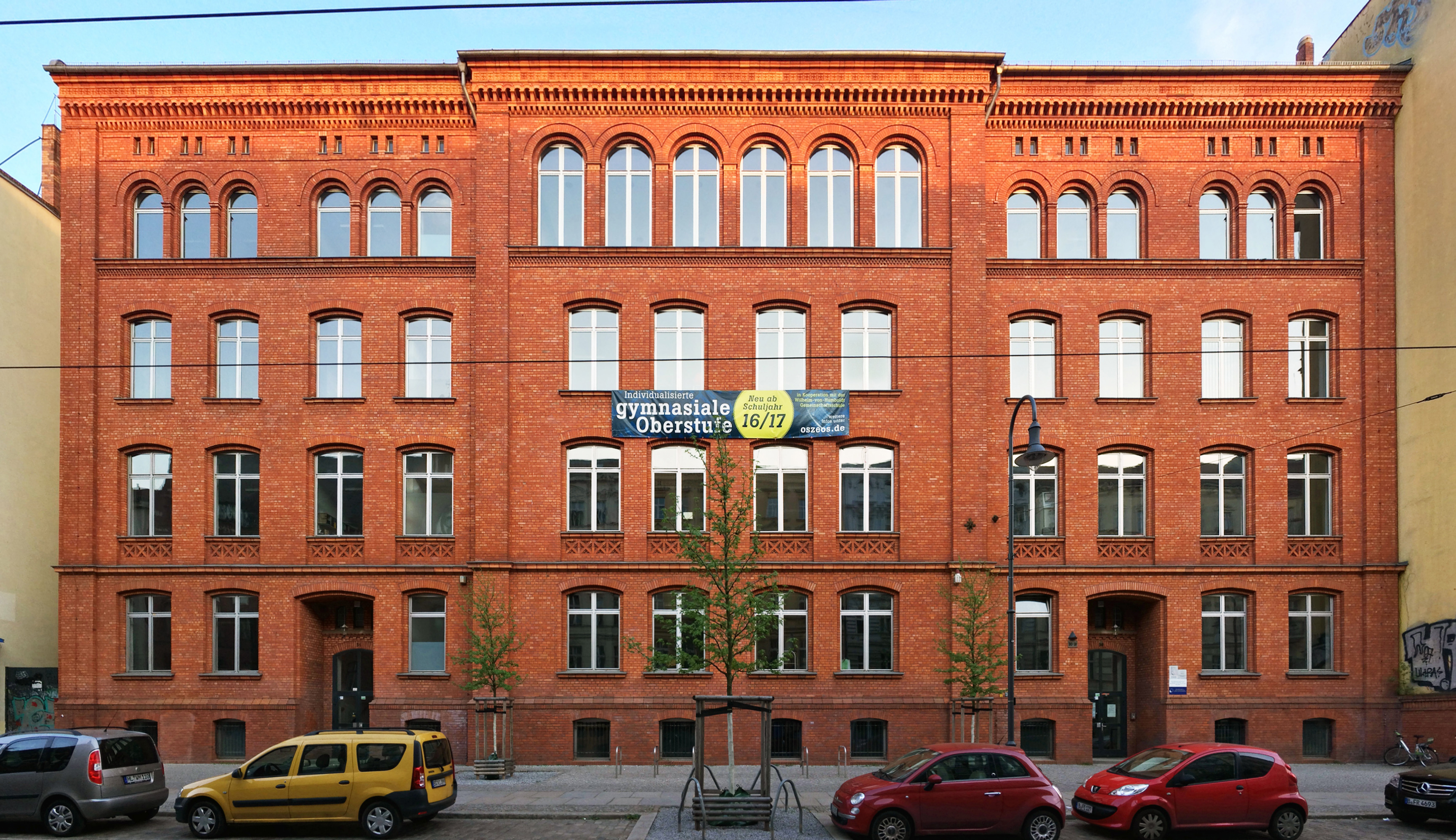
Elinor-Ostrom-Schule, 2018

Nach den Plänen von Baustadtrat Hermann Blankenstein wurde 1874 in der Pappelallee 30/31 die 74. und 79. Gemeindeschule errichtet. Sie gehörte mit zwei mal 16 Klassen zu den damals größten in Berlin gebauten Gemeindeschulhäusern. Der viergeschossige Bau mit zwei Treppenhäusern hat eine rote Klinkerverblendung mit Segment- und Rundbogenfenstern im Stil des akademischen Historismus. Einschließlich Turnhalle, Nebengebäude und Lehrerwohnung kostete er 450 Tausend Mark. Über den damals am Stadtrand stehenden Bau schrieb Julius Rodenberg wenige Jahre nach der Eröffnung:

„[…] als fast das letzte Haus [sah ich] eine Gemeindeschule – eines jener stattlichen Gebäude, die sich überall in diesen Volksquartieren wie die festen Burgen guter Gesittung erheben und [mich] mit einem wundersam frohen Vorgefühl der Zukunft erfüllen.“

In der Pappelallee 30/31 befanden sich von 1879 bis 1900 ebenfalls die Räume der Volksbibliothek. In den 1960er Jahren war dort die Betriebsschule Treffmodelle und später das Institut für berufliche Bildung Berlin-Prenzlauer Berg untergebracht, bevor 1998 das Oberstufenzentrum Bürowirtschaft und Dienstleistungen einzog; seit 2013 hat das Haus den Namen Elinor-Ostrom-Schule.

### 1891–2019: Waisenhaus und Altenpflege: St. Josefsheim

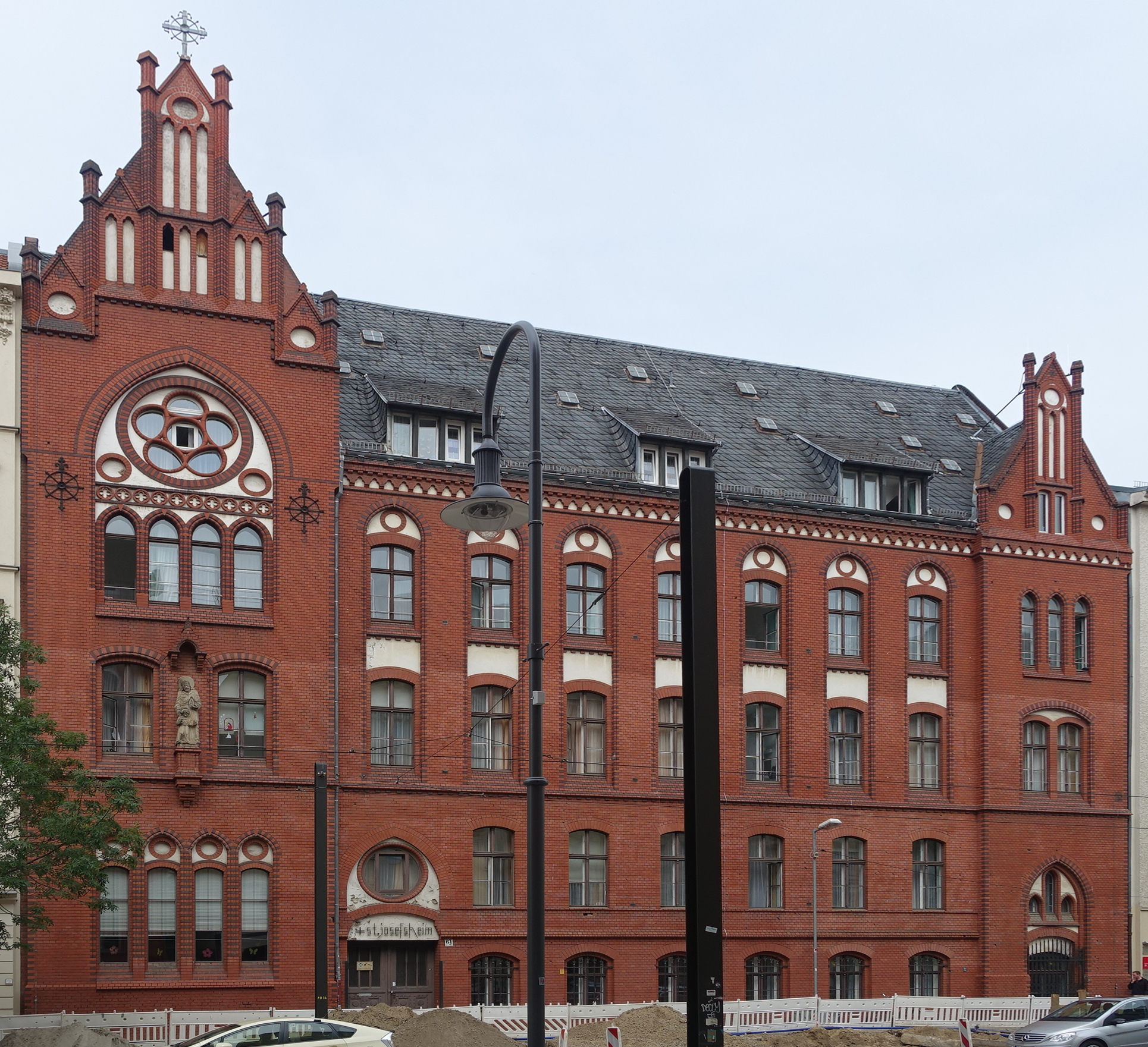
St. Josefsheim, 2016

1891 eröffnete sel. Maria Tauscher, Gründerin der katholischen Ordensgemeinschaft Karmelitinnen vom Göttlichen Herzen Jesu in der Pappelallee 61 das St. Josefsheim. In einem kleinen Gründerhaus auf dem Hofgrundstück zwischen Pappelallee und Greifenhagener Straße richtete sie ein erstes Waisenhaus für 15 Kinder ein, erweitert 1896 durch ein großes straßenseitiges Heimgebäude mit 70 Plätzen. 1909 wurde nach den Plänen von August Kaufhold auf dem Hof eine kleine Kirche mit Turmanbau im neugotischen Stil gebaut, die von der Gemeinde Heilige Familie bis 1930 als Notkirche genutzt wurde. 1945 hatte vorübergehend das Berliner Bischöfliche Ordinariat dort seinen Sitz. Das heute denkmalgeschützte St. Josefsheim war das erste von Maria Tauscher gegründete Waisenhaus, bis zu ihrem Tod 1938 hatten die Karmelitinnen weltweit 58 Waisenhäuser für rund 10.000 Kinder gegründet.
1945 zog in die Gebäude ein Altenpflegeheim, zuletzt betrieben von der Caritas Altenhilfe, die das Haus 2019 wegen Baumängeln schließen ließ.

### 1897: Erstes Kaufhaus in Prenzlauer Berg
1897 eröffnete an der Ecke zur Danziger Straße mit dem Geschäft von Heyn & Goldschmidt das erste Kaufhaus auf dem Gebiet des heutigen Prenzlauer Berg. Die Verkaufsflächen wurden 1904 mit einem Neubau in der Pappelallee 2 erweitert. Bis zum Zweiten Weltkrieg blieb das Haus in Familienbesitz, bevor 1951 ein Herrenausstatter der Handelsorganisation und 1957 das DDR-Modehaus der Jugend einzog. Ab der Wendezeit bis 2001 betrieb das Berliner Einwohnermeldeamt in der Pappelallee 1 die Meldestelle 76 in den Räumen des ehemaligen Kaufhauses.

### 1905–1945: Gemeinde-Doppelschule in der Pappelallee und Lychener Straße
Auf einem 40 mal 117 Meter großen Grundstück in der Pappelallee 41/42 baute die Stadt Berlin 1905 die 221. und 238. Gemeinde-Doppelschule für insgesamt gut 2.000 Mädchen und Knaben. Architekt war der Berliner Stadtbaurat Ludwig Hoffmann.
Er entwarf die Schule als viergeschossigen, an der Straßenfassade durch Lisenen gegliederten Putzbau. Über einem plastisch reduzierten Mittelrisaliten mit dem Hauptportal erhob sich ein weithin sichtbarer Turmbau von etwa 45 Metern Höhe. Über den Hof erstreckten sich zwei Seitenflügel, daran anschließend die noch heute erhaltene Turnhalle samt Lehrerwohnhaus am Schultor Lychener Straße.
Hauptgebäude und südlicher Seitenflügel brannten im Zweiten Weltkrieg ab, ihre Ruinen wurden 1955 abgetragen. Im nördlichen Seitenflügel war ab 1963 die Musikschule Prenzlauer Berg untergebracht (ab 1979: Musikschule „Leo Spies“), bis das Gebäude nach einem Beschluss des Bezirksamtes 2011 abgerissen wurde. Anstelle des südlichen Flügels wurde 1986 ein DDR-Typenbau (Kinderkombination) für eine Kindertagesstätte errichtet, und 2015 mit einem dreigeschossigen Flachbau straßenseitig ergänzt.

### 1913: Pappelallee 78/79: Wäschefabrik Borchardt – Suhrkamp Verlag

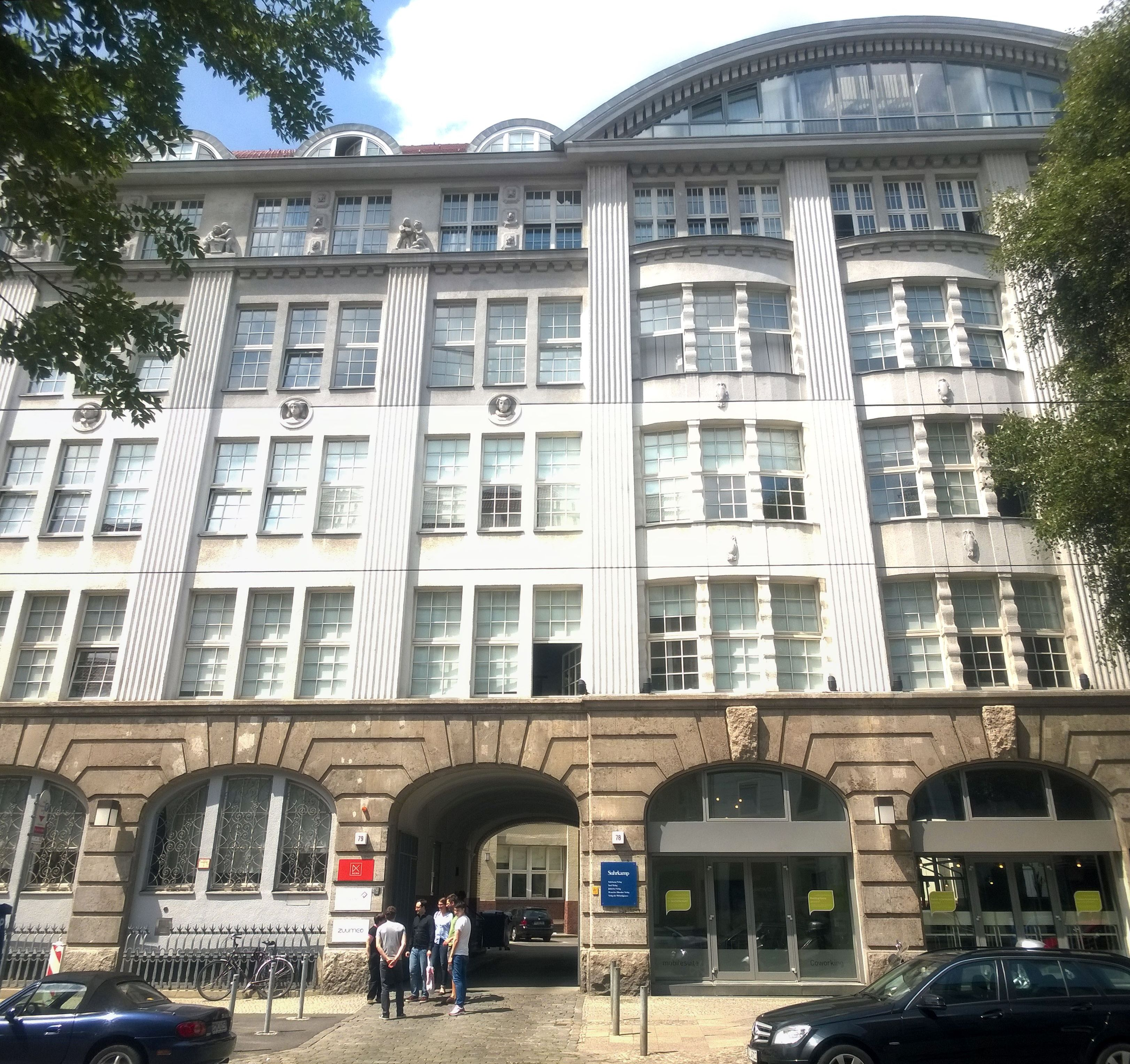
Pappelallee 78/79, 2014

Kurz vor Beginn des Ersten Weltkriegs errichtete 1913 das Berliner Textilunternehmen Gebrüder Borchardt A.G. in der Pappelallee 78/79 ein großes, fünfgeschossiges Gebäude für eine Wäschefabrik. Im Erdgeschoss befand sich zwischen 1928 und 1961 zusätzlich das Libelle-Filmtheater und ab 1932 betrieb die Allgemeine Ortskrankenkasse im Haus eine Zahlstelle.
Das jüdisch geführte Unternehmen Borchardt bestand dort bis 1936, das Gebäude wurde anschließend von den Nationalsozialisten enteignet. Neuer Eigentümer wurde der Gerling-Konzern, statt Wäsche wurden nun zunehmend Uniformen hergestellt.
1939 zog das Abschnittskommando der nationalsozialistischen Schutzpolizei ein.
Die Gewölbe dienten im Zweiten Weltkrieg als Luftschutzkeller. Kurz vor der Kapitulation Deutschlands, während der Schlacht um Berlin, war dort eine Kommandozentrale der Schutzstaffel (SS) untergebracht. In den 1960er Jahren produzierte der VEB Federtechnik im Haus, 1993 bis 2009 war es Standort des Finanzamtes Prenzlauer Berg und 2010 bis 2019 hatte dort der Suhrkamp Verlag seinen Sitz.
Das Gebäude des Architekten Georg Jacobowitz hat ein rustiziertes Sockelgeschoss, oberhalb ist die neunachsige Fassade durch Lisenen gegliedert und mit sechs weiblichen Medaillons verziert. Über Mittelrisalit und Dachgesims thront ein breites Zwerchhaus mit verglastem Segmentgiebel, flankiert von je drei Rundgauben. In dem denkmalgeschützten Gebäude waren im Jahr 2024 zahlreiche Büros und eine Mode- und Design-Akademie ansässig.

### 1976–2017: Kaufhalle Pappelallee

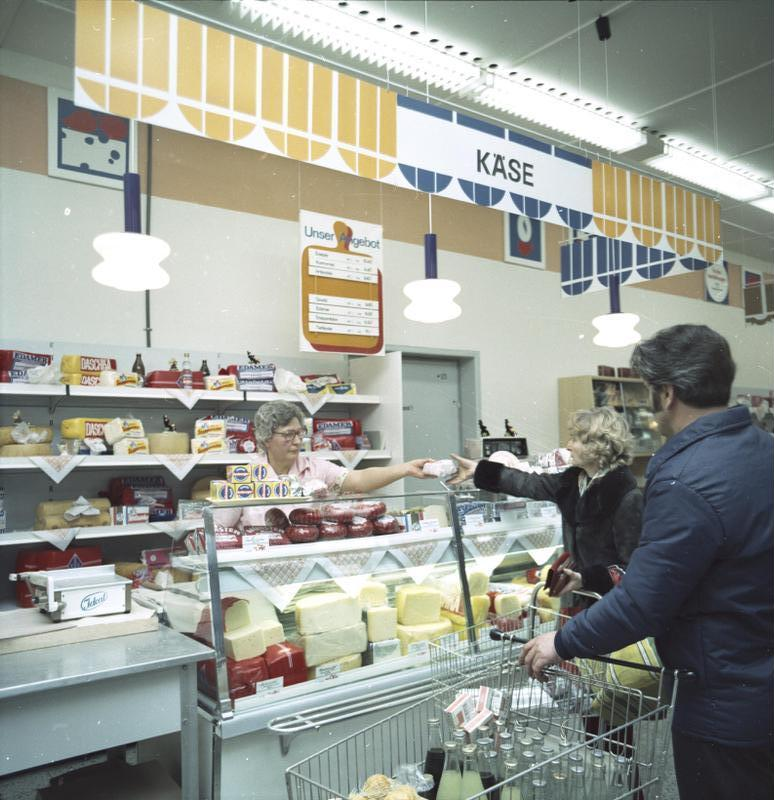
Käse in der Kaufhalle, 1976

In der Pappelallee 45–51 Ecke Ringbahn ließ der Stadtbezirk die nach dem Zweiten Weltkrieg verbliebenen Häuser abreißen und errichtete 1974–1976 eine Kaufhalle vom Typ ESK 1000, einen DDR-Typenbau der Einheitsserie Kaufhallen in Metallleichtbauweise mit 1000 Quadratmetern Verkaufsfläche.
Die Kaufhalle stand bis 2017, danach wurde hier ein großer Wohn- und Geschäftskomplex mit gut einhundert Meter langer Straßenfassade errichtet. Der Bau kostete 88 Millionen Euro, erstreckt sich über eine mehrstufige Hoflandschaft und weist 240 Wohnungen sowie einen großen Supermarkt im Erdgeschoss auf.

## Persönlichkeiten
- Maria Tauscher (1855–1938), Ordensschwester, seliggesprochen 2006, gründete 1893 in der Pappelallee 61 den Orden der Karmelitinnen vom Göttlichen Herzen Jesu
- Peter Breuer (1856–1930), Bildhauer, lebte in den 1880er Jahren in der Pappelallee[60]
- Otto Brass (1875–1950), Verleger und Politiker, gehörte 1921–1938 zu den ersten Mietern im Haus des Ledigenheims, Pappelallee 15[61]
- Petro Werhun (1890–1957), Priester der Ukrainisch-katholischen Kirche, seliggesprochen 2001, lebte ab 1927 im St. Josefsheim
- Siegmund Sredzki (1892–1944), Widerstandskämpfer, wohnte bis zu seiner Verhaftung 1934 in der Pappelallee 50[62]
- Käthe Niederkirchner (1909–1944), Kommunistische Widerstandskämpferin, wohnte in der Pappelallee 22
- Hans Morgenthal (1914–1983), Stasi-Führungsoffizier, geboren und aufgewachsen im Eckhaus Stargarder Straße 69 / Pappelallee 36
- Rudolf Bahro (1935–1997), Philosoph und Politiker, wohnte bis zu seiner Ausreise 1979 in der Pappelallee 83[63]
- Karin Sakrowski (* 1942), Künstlerin, hatte in den 1970er Jahren ihr erstes Atelier in der Pappelallee[64]
- Michael Diller (1950–1993), Maler, wohnte ab Anfang der 1980er Jahre in der Pappelallee 85[65]
- Ilja Richter (* 1952), Schauspieler und Moderator, wohnte in den 2010er Jahren in der Pappelallee[66]
- Andreas Krüger (* 1963), Musiker, wohnte und arbeitete in den 2010er Jahren in der Pappelallee[67]

## Wissenswertes
- Conrad Paris, einer der ersten Berliner Notenstecher,[68] erwarb um 1870 das Grundstück Pappelallee 27 und errichtete dort seine Anastatische Druckerei.[69] Das Gebäude wurde 1945 von Bomben getroffen, die Notenstecherei Paris zog in die Schönhauser Allee 134a, später in die Kopenhagener Straße. Die Werkstattausstattung ist im Deutschen Technikmuseum erhalten.[70]
- Von 1899 bis 2012 betrieb die Familie Castorf ein Einzelhandelsgeschäft in der Pappelallee 36 Ecke Stargarder Straße.[71] Letzter Inhaber war Werner Castorf, Vater von Regisseur Frank Castorf.[72]
- Am 9. Juli 1995 gab Bruce Springsteen im Rahmen von Dreharbeiten für ein Musikvideo ein Konzert im damaligen Café Eckstein in der Pappelallee Ecke Gneiststraße. Teil der Band war Wolfgang Niedecken.[73]
- Für den Film Stasikomödie (2022) ließ Regisseur Leander Haußmann Teile der Pappelallee in Breslau rekonstruieren.[74]

### Belletristik
- Andreas Hermann Apelt: Pappelallee. Roman. Mitteldeutscher Verlag, Halle (Saale) 2014. 304 Seiten, ISBN 978-3-95462-327-3
- Guste Zörner, Helga Meyer und Eberhard Neumann: Katja aus der Pappelallee. Band 110/111 der Reihe: Die kleinen Trompeterbücher. Der Kinderbuchverlag, Berlin 1975. 126 Seiten. (Lebensgeschichte der Käthe Niederkirchner)

### Dokumentarfilme
- Aschermittwoch. Regie: Lew Hohmann, DDR 1989, 19 min. (DEFA-Dokumentation über eine Kassiererin in der ehemaligen HO-Kaufhalle, Pappelallee 47)[75]
- Die Schuhmacherei – Prenzlauer Berg. Regie: Michael Blume. Deutschland 2013, 28 min. (Dokumentation über eine sei 1920 bestehende Schuhmacherei in der Pappelallee 89)[76]

### Bildende Kunst
- Konrad Knebel (1932–2025)
  - Hinterhof (an der Pappelallee). Eitempera auf Papier, 30 cm × 20 cm, 1992 (Museum Pankow)
- Wolfgang Leber (* 1936):
  - Bahntrasse, auch Alte Brücke Pappelallee. Linolschnitt auf Papier, 24 cm × 32 cm, 1975 (Stadtmuseum Berlin)
  - S-Bahntrasse, auch Brücke Pappelallee. Zinkografie auf Papier, 35 cm × 49 cm, 1973 (Stadtmuseum Berlin)
- Manfred Paul (* 1955)
  - Berlin, Prenzlauer Berg, Pappelallee. Fotografie, Silbergelatinepapier, 24 cm × 20 cm, 1980 (Berlinische Galerie)